# Peggy Guggenheim Collection

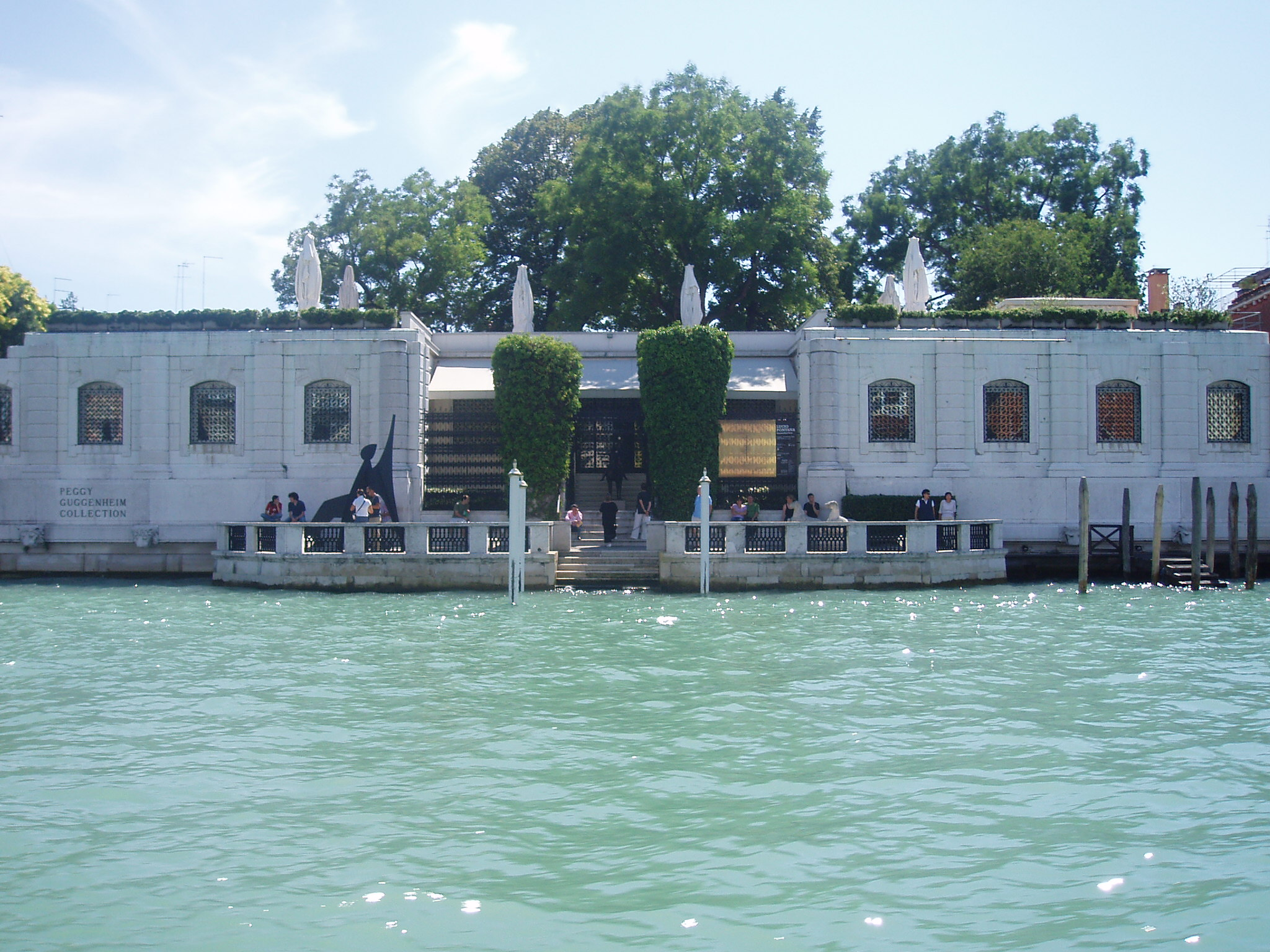
Peggy Guggenheim Collection, sedd från Canal Grande

Peggy Guggenheim Collection är ett konstmuseum i Venedig i Italien.
Peggy Guggenheim Collection består huvudsakligen av den konst som samlades av Peggy Guggenheim (1898–1979). Samlingen innehåller konst från tidigt 1900-tal av europeiska och amerikanska konstnärer, bland annat av amerikanska modernister och italienska futurister. Representerade konstnärer är bland annat Pablo Picasso, Salvador Dalí, René Magritte, Constantin Brâncuşi,  Jackson Pollock, Georges Braque, Marcel Duchamp, Fernand Léger, Gino Severini, Francis Picabia, Giorgio de Chirico, Piet Mondrian, Wassily Kandinsky, Joan Miró, Alberto Giacometti, Paul Klee, Jette Stoltz, Arshile Gorky, Alexander Calder samt Max Ernst, den senare Peggy Guggenheims make i hennes andra äktenskap. Museet har också målningar av Peggy Guggenheims dotter Pegeen Vail.
Peggy Guggenheim Collection ligger i Palazzo Venier dei Leoni vid Canal Grande, ett palats från 1700-talet, ritat av arkitekten Lorenzo Boschetti. Fastigheten köptes av Peggy Guggenheim  juli 1949 och hon bodde där i trettio år. Hon öppnade palatset med dess konstsamling samt trädgården, numera benämnd Nasher Sculpture Garden, för allmänheten år 1951. Efter hennes död 1979 övertogs driften av fastighet och museum av Solomon R. Guggenheim Foundation, och museet återöppnades i april 1980.

### Fotnoter
1. ↑  GERTRUD BIRGITTA JETTE STOLTZ på Konstnärslexikonett Amanda. Åtkomst 30 april 2014.